# Jeff Colyer
Jeffrey William Colyer, dit Jeff Colyer, né le 3 juin 1960 à Hays (Kansas), est un homme politique américain. Membre du Parti républicain, il est lieutenant-gouverneur du Kansas de 2011 à 2018 sous Sam Brownback, avant de lui succéder en tant que gouverneur entre 2018 et 2019.

## Biographie

### Études et carrière professionnelle
Jeff Colyer grandit à Hays dans le centre du Kansas. Il effectue un stage à la Maison-Blanche sous Ronald Reagan puis étudie à Georgetown. Il est par la suite diplômé de médecine de l'université du Kansas.
Dans les années 1980, il rejoint les International Medical Corps (en) et intervient dans plusieurs pays en guerre pour opérer ou former des médecins locaux. Durant la décennie suivante, il devient propriétaire d'un cabinet de chirurgie plastique à Overland Park,.

### Carrière politique
Colyer se présente en 2002 à la Chambre des représentants des États-Unis dans le 3e district du Kansas. Bien que soutenu par l'establishment du Parti républicain, il est battu par Adam Taff lors des primaires. Il est élu à la Chambre des représentants du Kansas en 2006 puis au Sénat de l'État deux ans plus tard.
En juin 2010, il est choisi par Sam Brownback comme colistier pour l'élection du gouverneur du Kansas de novembre. Le ticket est élu puis réélu pour un deuxième mandat en 2014. Colyer intervient particulièrement sur les questions de santé, supervisant notamment la privatisation de Medicaid dans le Kansas.
En juillet 2017, le président Donald Trump nomme Brownback ambassadeur pour la liberté religieuse internationale. Durant les mois qui suivent, Colyer prend davantage de pouvoirs qu'un lieutenant-gouverneur typique. Il succède effectivement à Brownback le 31 janvier 2018, après la confirmation de ce dernier à son nouveau poste par le Sénat.
Colyer est candidat à un mandat complet lors des élections de 2018. Durant la primaire républicaine son principal opposant est le secrétaire d'État Kris Kobach, soutenu par Donald Trump et connu pour ses positions sur l'immigration illégale et des prétendues fraudes électorales. Les deux candidats s'opposent davantage sur leur style, entre le modéré Colyer et le clivant Kobach, que sur leurs positions comparablement conservatrices. Lors de la primaire du 7 août, les deux candidats se retrouvent dans un mouchoir de poche, Kobach devançant Colyer d'environ 350 voix sur plus de 300 000 bulletins. Une semaine après l'élection, Colyer reconnaît sa défaite. En novembre, l'État — pourtant profondément républicain — est remporté par la démocrate Laura Kelly, qui lui succède au poste de gouverneur.
Alors qu'il souhaite de nouveau poser sa candidature pour 2022, il est diagnostiqué pour un cancer de la prostate et renonce.